# Tchirpan (obchtina)
Pour la ville de Bulgarie, voir Tchirpan.
Tchirpan (bulgare : Чирпан) est une obchtina de l'oblast de Stara Zagora en Bulgarie.